# Отъезжее поле

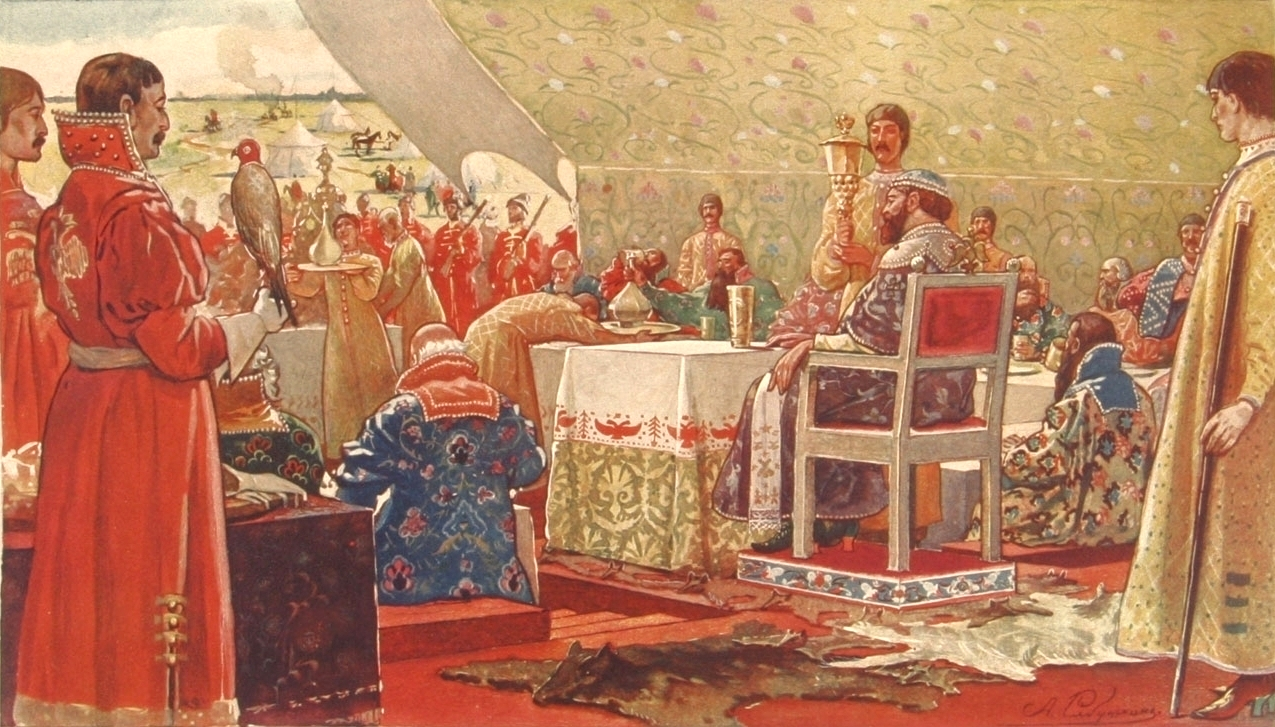
Андрей Рябушкин. Пир царя Алексея Михайловича с ближними боярами в отъезжем поле. 1897

Отъезжее поле — отдалённые от дома угодья для псовой охоты (с борзыми и гончими — правильная езда). Отъезжая охота требовала длительного (на несколько дней, недель) выезда с ночёвкой, проживанием, в том числе расположения на месте лагерем, станом. Охота была популярна среди русского дворянства в XIX веке, но со временем сошла на нет. Первая отъезжая охота как праздник охотников приходилась на Семён-день.

## Характеристика
В отличие от круглогодичной недолговременной охоты, отъезжая была характерна только для осенней поры года. Оба этих вида делят по месту охоты на езду островную (по отъёмным местам, островам — лесистым участкам, окружённым со всех сторон полями), вражистую (по оврагам, балкам, заросшим крупным лесом или густым мелколесьем), болотистую (по лесистой или заросшей камышом болотистой местности) и уймистую (только на волков и при этом по лесистым местам, которые удобны для травли). Известна в России с XVI века. Позже стала синонимом всякой псовой охоты. Могла проводиться с использованием и только борзых (в наездку). Она требовала значительного количества расходов, участников, обслуживающего персонала (в том числе из числа егерского состава), приготовлений, утвари, припасов и т. д. Русский зоолог, натуралист, популяризатор и организатор охотничьего и рыболовного дела XIX века Леонид Сабанеев рекомендовал брать с собой палатку и ледник. Отъезжая охота была популярна среди русского дворянства в XIX веке, но со временем сошла на нет. Её поклонниками были члены семьи Ивана Тургенева. С началом сезона отъезжей охоты (на зайцев и лис) был связан народный праздник Семёнов день (1 (14) сентября).

## В культуре
В современных словарях термин фиксируется как устаревший. Выражение неоднократно встречается в произведениях русской литературы. Так, оно есть у Пушкина («Граф Нулин», «Барышня-крестьянка», «Дубровский», «Осень» ), Лермонтова, Ивана Тургенева (очерк «Лес и степь» из цикла «Записки охотника»), Николая Некрасова, Лескова, Бунина («В отъезжем поле»), Набокова («Дар») и у многих других писателей. Лев Толстой в 1850—1860-е годы работал над так и незаконченной повестью «Отъезжее поле» (сохранилось три отрывка). Прототипом главного героя был помещик и страстный охотник Николай Киреевский. Писатель побывал у него в гостях в имении Шаблыкино (Орловская губерния) в конце июля 1865 года. Зная, что гость приехал лишь на несколько дней, хозяин сразу же распорядился выехать в отъезжее поле. Толстой писал в письме к жене о приготовлениях: «Укладываются вина и провизии в огромный подвезённый к дому фургон, собирают ружья, собак и человек 6 охотников». На следующее утро охотники выехали «после завтрака в 7 экипажах на скверных упряжках и лошадях, но все с отличными собаками и ружьями, и с такой важностью и степенством, как будто <.. .> ехали на важнейшее дело в мире». Эти колоритные впечатления побудили писателя на некоторое время вернуться к работе над повестью.